# Eduardo Vélaz de Medrano
Eduardo Vélaz de Medrano Álava (1814-1865) fue un crítico musical y periodista español.

## Biografía
Nació en 1814. Escribió en la Gaceta de Madrid entre 1849 y 1854 y en La España entre 1855 y 1856, y dirigió La Zarzuela entre 1856 y 1857 y La España Artística entre 1857 y 1858. En 1857, dio a la imprenta un Álbum de la zarzuela en el que colaboraron diversos poetas y compositores. Fue autor, asimismo, de Reseña histórica del colegio de música de Montserrat desde 1456 al 1856. Falleció en 1865 en la localidad navarra de Fontellas.